# Baie de la Pauvreté
La baie de la Pauvreté (en anglais : Bay of Poverty, en maori de Nouvelle-Zélande : Teoneroa) est une baie de l'île du Nord en Nouvelle-Zélande, dans la région de Gisborne.

## Géographie

### Localisation
Elle est la plus grande d'une série de petites baies de la côte est situées au nord de la baie de Hawke (en). La baie de la Pauvreté s'étire sur 10 km depuis le promontoire Young Nick au sud-est jusqu'à la pointe Tuaheni au nord-ouest. La ville de Gisborne se trouve sur la partie septentrionale de l'anse. On utilise souvent le nom de cette baie pour désigner les alentours de Gisborne.

### Bassins hydrographique et sédimentaire
La baie est irriguée par le fleuve Waipaoa, dont le bassin couvre 2 205 km2, superficie suffisamment vaste pour que les événements climatiques n'aient qu'un faible impact sur le transit sédimentaire.
Le charriage de la rivière est faible, et 95 % des sédiments sont captés par les  anticlinaux de la berge exposée côté mer. Par conséquent, la baie de la Pauvreté est devenue une région d'étude géologique concernant le phénomène de sédimentation. Les sédiments de la baie fournissent des enseignements sur les changements dus à El Niño, à la colonisation de la Nouvelle-Zélande par les Polynésiens (et à la déforestation y étant associée), à la déforestation due à l'arrivée des Occidentaux, et à l'éruption de Taupo.

### Ressources naturelles
En dépit de son nom, la baie de la Pauvreté est l'une des régions les plus fertiles de Nouvelle-Zélande et est célèbre pour son Chardonnay et ses cultures de fruits et légumes, notamment d'avocats, en raison de son ensoleillement favorable et de la fertilité de sa plaine alluviale.

## Histoire

### Découverte par les Européens
James Cook est le premier Européen connu à y avoir posé le pied, le 7 octobre 1769. Cet endroit appelé Teoneroa par les Maori est alors le théâtre d'affrontements entre l'équipage de Cook et les autochtones, lesquels perdent six des leurs. Bien qu'il pût trouver des plantes permettant de prévenir le scorbut, Cook fut dans l'impossibilité de se procurer la plupart des denrées nécessaires à la subsistance de son équipage, et donna donc son nom actuel à la baie.

### Le massacre de la Baie de la Pauvreté
En 1868 le chef maori Te Kooti arrive, à bord de la goélette Rifleman, dans la baie de Whareongaonga près du promontoire Young Nick. Il accoste avec 300 guerriers, principalement issus du clan Hauhau, accompagnés de leurs femmes et enfants. Ses compagnons et lui viennent d'échapper, sans effusion de sang, à leurs geôliers des îles Chatham, où ils ont été emprisonnés sans même avoir été jugés. Te Kooti et ses hommes se lancent alors dans une guérilla de plusieurs années, sans distinction de cible, puisqu'il agressent aussi bien des clans pacifiques que des tribus hostiles ou de colons européens. Le 10 novembre 1868, Te Kooti et ses hommes attaquent la ville de Matawhero à proximité de Gisborne. 54 personnes, femmes et enfants compris, sont massacrés, parmi lesquelles on compte 22 Maori locaux mais aussi des colons européens.